# مسرح هاغير فيكير

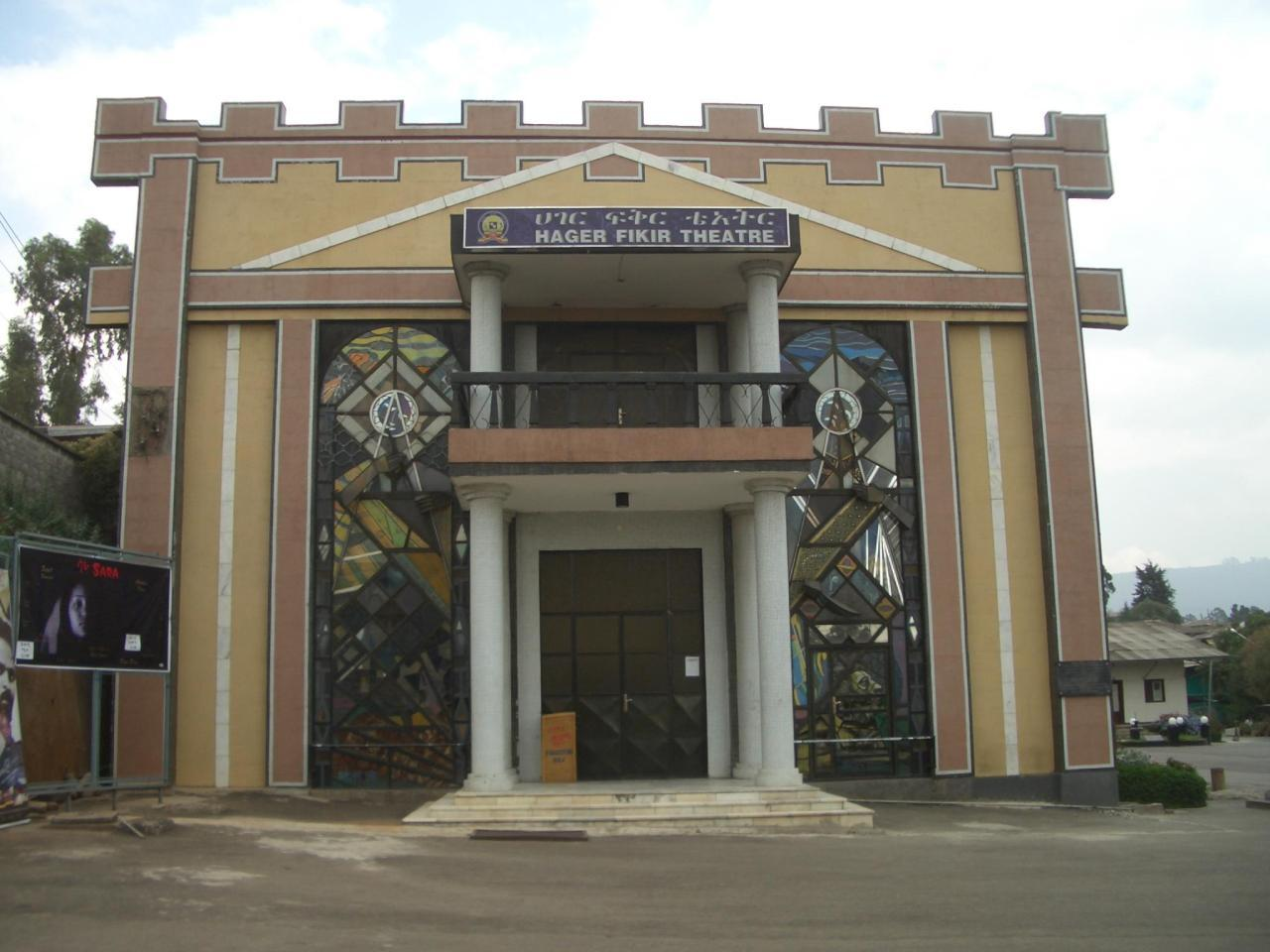
مسرح هاغير فيكر، أديس أبابا.

مسرح هاغير فيكير Hager Fikir Theatre هو أكبر مسارح أديس أبابا، ويعتبر من أقدم مسارح أفريقيا التي تحافظ على الفن الأصلي والشعبي وعلى الفنون الفولكلورية في البلاد.
يعتبر من قلاع الثقافة الإثيوبية، فهو يتولى رعاية وتشجيع فن المسرح في البلاد. كما يقدم ترجمات للمسرحيات العالمية لشكسبير وشيلر وإبسن وموليير. وقد تأسس المسرح عام 1935.